# Halichoeres pardaleocephalus
 Halichoeres pardaleocephalus és una espècie de peix marí de la família dels làbrids i de l'ordre dels perciformes. Va ser descrit per Pieter Bleeker el 1849.

## Morfologia
Els adults poden assolir els 11,2 cm de longitud total.

## Distribució geogràfica
Es troba des de Bali i Sumatra (Indonèsia) fins a l'Índia.